# Bergön, Kimitoön
Bergön är en ö i Finland. Den ligger i Skärgårdshavet och i kommunen Kimitoön i den ekonomiska regionen  Åboland i landskapet Egentliga Finland, i den sydvästra delen av landet. Ön ligger omkring 56 kilometer sydöst om Åbo och omkring 120 kilometer väster om Helsingfors.
Öns area är 1,55 kvadratkilometer och dess största längd är 2 kilometer i sydöst-nordvästlig riktning.